# Karl Bätz
 (août 2025).
Karl Bätz, né le 17 mars 1851 à Sömmerda et mort en 1902 à Berlin, est un musicographe allemand.

## Biographie
De 1871 à 1886, il vit aux États-Unis avant de s'installer à Berlin. Il fonde la Musikinstrumenten-Zeitung en 1890. Il publie Die Musikinstrumente der Indianer en 1876 et plusieurs pamphlets sur la facture instrumentale.